# ژیلا مساعد
ژیلا مساعد استخری (زادهٔ ۱۵ فروردین ۱۳۲۷ در تهران)، معروف به ژیلا مساعد، شاعر و نویسندهٔ ایرانی-سوئدی و یکی از ۱۸ عضو دائمی آکادمی سوئد و یکی از ۵ عضو کمیتهٔ ادبیات نوبل است که هر ساله برندهٔ جایزهٔ نوبل ادبیات را انتخاب می‌کند.
از ژیلا مساعد ۲۰ کتاب منتشر شده که بیش از ۱۰ عنوان از آنها به زبان فارسی است. ۱۰ کتاب شعر فارسی، دو رمان و یک کتاب کودک، و هفت کتاب شعر به زبان سوئدی. حدود ۶۰ مقالهٔ فرهنگی و اجتماعی نیز از او به زبان سوئدی منتشر شده است. برخی کتاب‌های او به زبان‌های دیگر مانند انگلیسی، اسپانیایی و استونیایی نیز ترجمه شده است. او در حال حاضر ساکن یوتبری سوئد است و به‌رغم محبوبیتِ دفترهای شعرش در سوئد، در کشور مادری‌اش کمتر شناخته شده است.

## زندگی
ژیلا مساعد در ۱۵ فروردین ۱۳۲۷ خورشیدی در تهران، ایران زاده شد. در ایران با کانون پرورش فکری کودکان و نوجوانان و برنامهٔ کودک رادیو و گاهی تلویزیون همکاری داشت. برخی از سروده‌های او در این دوران از سوی کانون پرورش فکری با موسیقی فریبرز لاچینی و صدای سیمین قدیری در سال ۱۳۵۵ در نوار کاستی به نام «آواز» منتشر شد.
ژیلا مساعد در سال ۱۹۸۶/۱۳۶۵ پس از آن که به‌دلیل انتشار یک مجموعه‌شعر مورد تهدید، تفتیش و تحقیر مقامات امنیتی جمهوری اسلامی قرار گرفت، خاک ایران را به همراه دو فرزندش ترک کرد و به سوئد پناهنده شد.
او خود را یک بی‌خدا می‌داند و مخالف با قوانین شریعت است. او ۱۰ سال پس از ورود به سوئد اولین کتاب شعر خود به این زبان را منتشر کرد.
مساعد به‌عنوان نویسندهٔ سال ۲۰۱۳ در غرب سوئد برگزیده شد. او این جایزه را در مراسم ویژه‌ای در یوتبری دریافت کرد. اهدای این جایزه از سال ۱۹۹۵ آغاز شده و هر سال از سوی Författare Centrum Väst و Väst Svenska Författre Sällskapet به یک نویسنده در منطقهٔ غرب سوئد داده می‌شود. دلیل اهدای این جایزه به ژیلا مساعد ازجمله صراحت کم‌نظیر او در بیان آنچه که شرایط و موقعیت حاشیه‌ایِ تبعید نامیده شده، عنوان شده است.
مساعد در ۵ اکتبر ۲۰۱۸ به عضویت کمیتهٔ داوری جایزهٔ نوبل ادبیات در آکادمی زبان سوئدی انتخاب شد. ژیلا مساعد نخستین خارجی‌تباری است که در تاریخ ۲۳۲سالهٔ این آکادمی به عضویت آن درآمده است.

## مجموعه‌های شعر
- غزالان چالاک خاطره، ۱۹۸۶
- یله بر کجاوهٔ اندوه، ۱۹۸۸
- پنهان‌کنندگان آتش، ۱۹۸۹
- پریزادگان، ۱۹۹۶
- ماه و آن گاو ازلی (به سوئدی)، ۱۹۹۷
- سرخ‌جامه‌ای که منم (به سوئدی)، ۲۰۰۰
- هفت اقیانوس وحشی (به سوئدی)، ۲۰۰۰
- اقلیم هشتم (به زبان سوئدی)، ۲۰۰۳
- زیر رودخانه بالشی هست (به سوئدی)، ۲۰۰۵
- هر شب پاهای زمین را می‌بوسم (به سوئدی)، ۲۰۰۹
- صدایی که تنها من می‌توانم، ۲۰۱۲
- آهو را من می‌زایم، ۲۰۱۵

## کتاب‌های چاپ‌شده به نثر
- پنجره‌های رو به خواب‌های قدیمی
- ایشتار
- طوفان

بعضی از کتاب‌های او به زبان‌های دیگر ازجمله اسپانیایی، استونیایی و انگلیسی ترجمه شده‌اند.
از شعر او همراه با اشعار محمود کیانوش، احمدرضا احمدی و بهروز رضوی در نوار «آواز فصل‌ها و رنگ‌ها» با آواز سیمین قدیری و موسیقی فریبرز لاچینی استفاده شده است.